# تاريخ السينما الفلسطينية
عرفت البلدان العربية فن السينما، على صعيد الإنتاج والإخراج، خلال عقد العشرينيات من القرن العشرين؛ حيث بدأت السينما المصرية عام 1923؛ أي عندما قدَّم الرائد السينمائي المصري الأول «محمد بيومي» فيلمه “توت عنخ آمون” على هيئة جريدة سينمائية؛ بينما بدأت السينما السورية في عام 1928، من خلال فيلم “المتهم البريء” لأيوب بدري، على هيئة فيلم روائي؛ أما السينما الفلسطينيّة، فثمة اتفاق على أنّها بدأت على يد من يمكن اعتباره الرائد السينمائي الفلسطينيّ الأول (إبراهيم حسن سرحان) عام 1935؛ وذلك عندما صوّر فيلمًا تسجيليًا قصيرًا مدته 20 دقيقة، عن زيارة الملك سعود بن عبد العزيز آل سعود لفلسطين، وتنقّله فيما بين عدة مدن فلسطينية منها: القدس ويافا، برفقة الحاج أمين الحسيني، مُفتي الديار الفلسطينيّة.

## لمحة تاريخية
عرفت فلسطين العروض السينمائية منذ بداية القرن الماضي؛ حيث تشير الكتابات التاريخية إلى أنّ أول دار عرض سينمائي ظهرت في فلسطين هي «أوراكل»، وذلك في مدينة القدس عام 1908م. وفي عهد الانتداب البريطاني، شهدت فلسطين زيادة ملحوظة في ظهور دور العرض السينمائي، بالتزامن مع صدور القانون الخاصّ بالأشرطة السينمائية عام 1927، كان يتضمّن تعليمات بشأن شروط العرض والرقابة واستيراد الأشرطة السينمائية والدعاية للعروض.
يمكن لدارس تاريخ السينما الفلسطينية أن يجد العديد من المحاولات السينمائية التي عُرفت في فلسطين قبل عام 1948، أي عام النكبة؛ إذ شرَعَ عدد من هُواة فن السينما بإنتاج عدد من الأفلام والجرائد السينمائية، ومن أبرزهم: جمال الأصفر، خميس شبلاق، وأحمد حلمي الكيلاني الذي درس السينما في القاهرة، وتخرّج عام 1945، ليُعدَّ بذلك أحد السينمائيين الفلسطينيين الأوائل، الذين درسوا فن السينما أكاديميًا، والسينمائي الفلسطيني محمد صالح الكيالي الذي سافر إلى إيطاليا، ودرس الإخراج هناك، بعد أن أسَّس أستوديو للتصوير الفوتوغرافي في يافا عام 1940. عاد إلى فلسطين بعد أن أنهى دراسته السينمائية الأكاديمية ليتعاون عام 1945، مع المكتب العربي في جامعة الدول العربية، الذي كلّفه حينذاك بإخراج فيلم عن القضية الفلسطينيّة.
مع ذلك، ستبقى الحصيلة الإنتاجية السينمائية الفلسطينية قبل العام 1948، قليلة ومحدودة، سواء تلك التي اكتملت أم التي لم تكتمل. في هذا الصدد يمكن أن نلتقط أحاديث متفرقة عن فيلم بعنوان “أحلام تحققت” وهو فيلم مدته (45 دقيقة)، كان بمثابة دعاية لدار رعاية أيتام؛ وفيلم عن (استديو فلسطين) الذي أُسِّس عام 1945، تظهر فيه الراقصتان شمس وقمر؛ والمطرب الفلسطيني سيّد هارون؛ وفيلم عن أحمد حلمي باشا (عضو الهيئة العربية العليا)؛ وفيلم بعنوان “في ليلة العيد” أنتجته “شركة الأفلام العربية”، ومثّل فيه كل من حسن أبو قبع وأحمد الصلاح؛ ومقدمة سينمائية هي عبارة عن (جريدة سينمائية) كانت تعرض قبيل عرض الأفلام في دور السينما في فلسطين، حينذاك، كانت تلك المقدمة تتضمَّن صورًا للحاج أمين الحسيني مترافقة مع العلم الفلسطيني.
بسبب عدم اكتمال الروايات عن تلك الأفلام؛ هناك من يعتبر أنّ أول فيلم فلسطيني روائي طويل هو الفيلم الذي حققه صلاح الدين بدرخان عام 1946، وكان بعنوان «حلم ليلة» الذي يقال إنه عُرض في كل من القدس، يافا وعمّان، قبل أن يجد طريقه إلى القاهرة؛ مع ملاحظة أن المخرج صلاح الدين بدرخان هو من أصل مصري.
إنّ الظروف التي كانت تشهدها فلسطين، في العشرينيات والثلاثينيات والأربعينيات من القرن العشرين؛ سواء لناحية خضوعها للانتداب البريطاني، وقوانين الطوارئ التي كان يعتمدها، والتي كانت معيقة للتطوّر الحضاري الفلسطيني الطبيعي، من جهة أولى؛ أم لناحية انشغال الفلسطينيين بمواجهة موجات الهجرة اليهودية غير الشرعية والهادفة للاستيلاء على فلسطين؛ من جهة أخرى، كان لها التأثير في عرقلة نمو الأنساق الإبداعية الفلسطينية وتطوّرها.

## سينما الثورة الفلسطينية
نشأت سينما الثورة الفلسطينية، مرافقة لانطلاقة الثورة الفلسطينية المسلّحة المعاصرة، التي أعلنت عن نفسها ليل 1/1/1965. وفق أكثر الروايات تداولًا، بدأت سينما الثورة الفلسطينية من خلال تكوين قسم صغير للتصوير الفوتوغرافي، شرع منذ أواخر العام 1967 بتصوير بعض المواد الخاصة بالثورة، عبر تسجيل صور شهداء الثورة الفلسطينية؛ يروى أن سُلافة جاد الله مرسال، التي تخرّجت من المعهد العالي للسينما في القاهرة/قسم التصوير، كانت تقوم بذلك، في منزلها، على نحو سرّي وفردي، قبل أن تستشعر الحاجة لإنشاء قسم خاص بالتصوير السينمائي، وهو الذي بدأ أعماله منذ عام 1968، فكان أول فيلم سينمائي تنتجه الثورة الفلسطينية، بعنوان “لا للحل السلمي” وهو فيلم تسجيلي مدته (20 دقيقة) جاء نتيجة عمل جماعي لمجموعة من السينمائيين الفلسطينيين، يُذكر منهم: صلاح أبو هنّود، هاني جوهرية، وسُلافة مرسال. بعد الخروج من الأردن عاميّ 1970 و1971، ظهر فيلم “بالروح بالدم” بإشراف المخرج مصطفى أبو علي أيضًا، وتنفيذ مجموعة العمل ذاتها تقريبًا؛ وفيه محاولة عرض وتحليل أحداث أيلول الدامي، عبر مشاهد تسجيلية حيّة، متمازجة مع مشاهد تمثيلية، ذات طابع مسرحي، عن التحالف بين الإمبريالية، الصهيونية والرجعيات العربية.
بعد ذلك، تواترت الأفلام الفلسطينية، مواكبةً الأحداث والمناسبات، وفق توفر الإمكانيات لدى الجهات الإنتاجية، التي كانت في كلّيتها ملحقة بإطارات تنظيمية فصائلية، تؤمِّن لها مستلزماتها وتمويلها؛ فنشأت “وحدة أفلام فلسطين”، التابعة لحركة التحرير الوطني الفلسطيني/فتح، لتُعتبر البداية الحقيقية للإنتاج السينمائي الفلسطيني. تكوّنت هذه الوحدة بفضل جهود مجموعة من السينمائيين منهم: هاني جوهرية، سُلافة مرسال، ومصطفى أبو علي.
ساهمت “وحدة أفلام فلسطين” في تأسيس “جماعة السينما الفلسطينية” عام 1973، التي انضمت إلى “مركز الأبحاث الفلسطيني”؛ وقدّمت فيلم “مشاهد من الاحتلال في غزة” لمصطفى أبو علي، وهو فيلم تسجيلي قصير (12 دقيقة) يتناول الواقع المرير الذي شهده قطاع غزة، بعد أن سقط في قبضة الاحتلال الصهيوني.
ظهرت “وحدة أفلام فلسطين” باسم “أفلام فلسطين/مؤسسة السينما الفلسطينية” في إطار الإعلام الموحد لمنظمة التحرير الفلسطينية؛ ومن أبرز الأفلام التي أنجزتها فيلم “العرقوب” لمصطفى أبو علي 1972 وفيلمه “عدوان صهيوني” عام 1973، وفيلمي “الإرهاب الصهيوني” و”ليلة فلسطينية” لسمير نمر عام 1973، و”لماذا نزرع الورد؟ لماذا نحمل السلاح؟” لقاسم حَوَل، الذي صُوِّر عن مهرجان الشباب العالمي في ألمانيا الديمقراطية 1974، وفيلمي “رياح التحرير” و”لمن الثورة؟” لرسمي أبو علي عام 1974؛ وهما فيلمان يعتبران مساهمة من السينما الفلسطينية لدعم الثورة في إقليم ظفار (عُمان)، والثورة والتحولات في اليمن الديمقراطي، حينها.
في تلك الفترة من عُمر سينما الثورة الفلسطينية سنرى أفلامًا مثل: “حرب الأيام الأربعة” لسمير نمر عام 1973، ”ليس لهم وجود” لمصطفى أبو علي عام 1974، ”كفر شوبا” لسمير نمر 1975، ”الحرب في لبنان” لسمير نمر عام 1977، ”فلسطين في العين” لمصطفى أبو علي 1977، فيلم رؤى فلسطينية لعدنان مدانات عام 1977، ”لأن الجذور لا تموت” لنبيهة لطفي عام 1977، ”أنشودة الأحرار” لجان شمعون 1978. وكثيرًا من الأفلام والجرائد السينمائية، تتفاوت فيها الأهمية والتأثير والمستوى الفني، والنضج المضموني.
في سبعينات القرن العشرين، ظهرت مؤسسات سينمائية تنظيمية فصائلية، منها: اللجنة الفنية التابعة للإعلام المركزي، في الجبهة الديمقراطية لتحرير فلسطين، التي بدأت بإنتاج أول أفلامها عام 1973 بفيلم “الطريق” لرفيق حجار، وفيلم “البنادق متحدة” له أيضًا في ذات العام، ثم أفلامه: “أيار الفلسطينيون” عام 1974، ”الانتفاضة” عام 1975، ”مولود في فلسطين” عام 1975، ”خبر عن تل الزعتر” لعدنان مدانات عام 1976، و”حصار مضاد” للمخرج قيس الزبيدي عام 1978.
كما برزت اللجنة الفنية التابعة للجبهة الشعبية لتحرير فلسطين، التي أنتجت عددًا من الأفلام، فنذكر من المخرجين الذين عملوا في إطار هذه الوحدة المخرج العراقي قاسم حَوَل الذي أخرج عددًا من الأفلام التسجيلية مثل: «النهر البارد» 1971، غسان كنفاني- «الكلمة البندقية» 1973، «بيوتنا الصغيرة» 1974، «لن تسكت البنادق» 1974، «تل الزعتر» 1978؛ والمخرج جبريل عوض في فيلميه «برلين المصيدة» 1982، و«صباح الخير يا بيروت» 1983، علي فوزي في فيلم “شبيبة من فلسطين” عام 1979، فؤاد زنتوت في أفلامه “على طريق الثورة الفلسطينية” 1971، ”أوراق سوداء” عام 1979، و”الخيانة” عام 1980.
تابعت هذه اللجنة تحت اسم “مؤسسة الأرض للإنتاج السينمائي” مسيرتها لتقدّم لنا الفيلم الروائي الطويل اليتيم في هذا النسق من السينما الفلسطينية، وهو فيلم “عائد إلى حيفا” من إخراج العراقي قاسم حَوَل، عام 1982، اتكاءً على رواية لغسان كنفاني تحمل ذات العنوان.
من الجهات الإنتاجية برزت دائرة الإعلام والثقافة في منظمة التحرير الفلسطينية، التي أنتجت أول أفلامها عام 1972 وهو فيلم “معسكرات الشباب” لإسماعيل شمّوط، الفنان التشكيلي الذي قدم أيضًا أفلامه: «ذكريات ونار» 1973، «النداء المُلحّ» 1973، «على طريق فلسطين» 1974.
في مطلع السبعينيات، أنشأت منظمة التحرير الفلسطينية “مؤسسة صامد”، المتخصّصة في مجالات الشؤون الاجتماعية، والذاكرة والتراث الفلسطيني. وفي سياق الإنتاج السينمائي، أنجزت أول أفلامها عام 1976 وهو فيلم “المفتاح” الذي أخرجه غالب شعث، ثم فيلم “يوم الأرض” للمخرج نفسه عام 1978، وثمة أحاديث عن فيلم له عنوانه “غصن الزيتون” عام 1978.
استعانت منظمة الصاعقة “طلائع حرب التحرير الشعبية/ قوات الصاعقة” بكوادر فنية من التلفزيون العربي السوري، لإنجاز “يوميات فدائي” عام 1969 و”مع الطلائع” عام 1970. كما تعاونت مع جهات إنتاجية جزائرية لإنتاج فيلم “شناو” الذي أخرجه المخرج المصري سمير سيف، عام 1979، وقام ببطولته عدد كبير من الفنانين في مقدمتهم عزت العلايلي، وماجدة الخطيب من مصر، والفلسطيني أديب قدورة.
أنجز المخرج العراقي قيس الزبيدي لصالح “دائرة الإعلام والثقافة” في منظمة التحرير الفلسطينية، عدة أفلام نذكر منها أفلامه: “صوت من القدس” 1977، ”وطن الأسلاك الشائكة” 1980، ”حصار مضاد” 1978، ”فلسطين. سجل شعب” 1984، ”مواجهة” 1983، و”ملف مجزرة” 1984.
كما قامت “دائرة الثقافة والإعلام” في منظمة التحرير الفلسطينية بتمويل إنتاج عدد من الأفلام التي أخرجتها المخرجة مونيكا ماورر، بدءًا من فيلمها “أطفال فلسطين” عام 1978، مرورًا بأفلامها “الهلال الأحمر” 1979، ”الحرب الخامسة” عام 1980، ”ولدت من الموت” 1981، ”م. ت. ف. دولة بلا أرض” عام 1981، ”إصغ” عام 1985، و”فلسطين في اللهب/ فلسطين تحترق” بالاشتراك مع سمير نمر عام 1988. فضلًا عن فيلم أخرجته لصالح الهلال الأحمر الفلسطيني هو فيلم “لماذا؟” عام 1982.
قام بدوره المخرج العراقي محمد توفيق بإخراج عددًا من الأفلام لدائرة الثقافة والإعلام في منظمة التحرير الفلسطينية، نذكر منها: فيلمه “أم علي” عام 1983، ”الطفل واللعبة” عام 1986، و”الناطور” عام 1988. ذلك بعد أن أخرج للجنة الفنية السينمائية في الجبهة الديمقراطية لتحرير فلسطين فيلمه “مسيرة الاستسلام” عام 1981.
عمل لدى دائرة الثقافة والإعلام عدد كبير من المخرجين الفلسطينيين والعرب نذكر منهم المخرج محمود خليل في أفلامه: «فاكهاني 17 تموز» عام 1981، «تيسير» عام 1984، و«عندئذ لن يموت الحقّ» عام 1989. نذكر منهم المخرجين يحيى بركات في “أبو سلمى” عام 1982، ”الأيام المشتركة” عام 1989، ”رمال السوافي” عام 1991، وجوسلين صعب في “سفينة المنفى” عام 1982، عمر أميرلاي في “رائحة الجنة” عام 1983، ليالي بدر في “الطريق إلى فلسطين” عام 1984، سمير نمر في “الجذور” عام 1984، وقاسم حول في “الهوية الثقافية” عام 1984.
أما المخرج السّوري محمد ملص فأنتج فيلمه “المنام” 1987 بإنتاج مشترك بين دائرة الثقافة والإعلام في منظمة التحرير الفلسطينية، وشركته الخاصة المسماة بشركة “مرام للسينما والتلفزيون”. نجد أنّ للمخرج محمد ملص اهتماماته بالقضية الفلسطينيّة، كما ظهر في فيلميه الروائيين الطويلين “أحلام المدينة” عام 1983 و”الليل” 1992 من إنتاج المؤسسة العامة للسينما في سوريا، ونذكر فيلمه “عائدة” الذي لم يكتمل رغم بدء العمل فيه منذ العام 1999، كذلك مساهمته بالمشاركة في كتابة سيناريو فيلم “القدس ألف حكاية وحكاية” مع المخرج الفلسطيني رشيد مشهراوي، الذي كان من المفترض أن يتولى مشهراوي إخراجه. لكنّ الفيلم لم يجد طريقه للتنفيذ بعد.
استمرت دائرة الثقافة والإعلام في منظمة التحرير الفلسطينية، بإنتاج الأفلام، خلال التسعينيات من القرن العشرين، فنذكر من تلك الأفلام، فيلم “علامة سؤال” لجمال شمّوط عام 1990، ”السنديان الدائم الخضرة” لمجدي العمري ونصري حجاج عام 1990، ”بوابة الفوقا” لعرب لطفي عام 1990، و”متألق في الذاكرة” للعراقي حكمت داوود عام 1991، وله أيضًا فيلم “النصر في عيونهم” عام 1992.
منذ عام 1994، ومع نشوء السلطة الفلسطينية، تحوَّلت هذه المؤسسة بشكل أساسي إلى “وزارة الثقافة الفلسطينية”، التي أعادت تأسيس “مؤسسة السينما الفلسطينية”، كإحدى دوائر وزارة الثقافة والإعلام، وتحوَّل الكثير من إنتاجها إلى تلفزيون فلسطين، والفضائية الفلسطينية، فضلًا عن العديد من الدوائر التابعة لوزارات أخرى، كوزارة الصحة والتعليم ودوائر الإحصاء. فكان من أبرز المخرجين محمود السوالمة، سعيد البيطار ومروان الغول.
بالاستخلاص، يمكننا اليوم، بعد مرور قرابة ثلاثة عقود ونصف من الزمن، على ولادة سينما الثورة الفلسطينية، وإثر التحوّلات التي جرت في الساحة الفلسطينية، القول بأسف إن هذه السينما قد خطت خطوات كبيرة على طريق التلاشي والانطفاء. لولا تجربة مؤسسة الهدف التي بادرت إلى إنتاج فيلم “رجل في عين العاصفة” الذي أخرجه سعيد البيطار عام 2001، عن حياة الشهيد أبو علي مصطفى، أمين عام الجبهة الشعبية، وما تعتزمه الجبهة الديمقراطية لتحرير فلسطين لناحية إخراج فيلم وثائقي تسجيلي عن الانتفاضة الفلسطينية، وتكليف المخرج والناقد بسام سفر بإنجاز هذه المهمة، لكان بإمكاننا إعلان وفاة سينما الثورة الفلسطينية. هذا إذا اعتبرنا (وهو أمر صحيح) أن سينما الاتجاه الإسلامي، سواء تلك التي تنتجها حركتا حماس والجهاد الإسلامي، عبر وحدات إنتاجية سينمائية تابعة لها، أو تنتجها جهات سينمائية خاصة متعددة، لا تنضوي في إطار ما تعارفنا عليه من سينما الثورة الفلسطينية ليس فقط بشكلها القديم، بل بطبيعتها وخطابها ومضامينها.

## سينمائيون فلسطينيون بعد العام 1948
إثر النكبة عام 1948؛ لجأ السينمائيون الفلسطينيون، متفرقين، إلى عدّة بلاد عربية؛ فيُذكر أن إبراهيم حسن سرحان لجأ إلى الأردن؛ حيث تمكّن من إنجاز فيلمه “صراع في جرش" عام 1957، وهو فيلم روائي طويل، يُعدّ أول فيلم من نوعه في الأردن. وفي الأردن أيضًا حقَّق المخرج عبد الله كعوش فيلمه "وطني حبيبي" عام 1964 ليكون ثاني فيلم روائي طويل في الأردن.
في العام 1969 أنجز المخرج عبد الوهاب الهندي -وهو أحد الشباب الفلسطينيين الذين درسوا السينما، إذ تخرَّج من المعهد العالي للسينما في القاهرة- فيلميه «كفاح حتى التحرير» و«الطريق إلى القدس»، وهما فيلمان روائيان طويلان يتحدثان عن القضية الفلسطينية من خلال حكايات تدور حول الكفاح التحرّري والبطولات التي يبذلها الفلسطينيون ضد العدو الصهيوني.
أمّا السينمائي الفلسطيني محمد صالح الكيالي، فقد هاجر إلى القاهرة، إثر النكبة عام 1948، وهناك استطاع إنجاز مجموعة أفلام تسجيلية وثائقية، بعضها كان عن فلسطين، من طراز فيلمه التسجيلي الوثائقي القصير “قاعدة العدوان” عام 1964، وأفلام أخرى عن قضايا وموضوعات مصرية متعددة، ترتبط بالتحوّلات والتغيّرات التي كانت تشهدها مصر، في الخمسينيات والستينيات من القرن العشرين، وضمن خطط عمل الجهات الإنتاجية السينمائية الرسمية، في مصر، التي عمل لديها محمد صالح الكيالي مخرجًا. لكنّ الكيالي احتفظ بحلمه الأساسي الذي كان يتمثّل في إنجاز أفلام روائية طويلة، وهو ما بدا أنّه من الصعب تحقيقه في مصر، فكان أن فكَّر بالذهاب إلى سوريا أو لبنان، على اعتبار أنهما كانتا تشهدان، حينذاك، صعودًا للإنتاج السينمائي. في العام 1969 تمكّن في سوريا من إخراج فيلم بعنوان «ثلاث عمليات داخل فلسطين»، وهو فيلم روائي طويل كتب السيناريو له بالتعاون مع سمير نوار، وبطولة مجموعة من الممثلين المعروفين حينها، أمثال: خالد تاجا، وهالة الشواربي، وإن ظهر في لحظة أنّ كل عملية فدائية هي حكاية مستقلة، بذاتها؛ فإنما الأمر بدا كأنما هي رغبة معتمدة عند المخرج للقول أكثر ما يمكنه عن فلسطين، والعمل الفدائي، وطريق التحرير.
بشكلِ موازِ، عمل سينمائيون فلسطينيون آخرون أمثال: عمر العلي، وإبراهيم الصباغ، ويوسف محمد شعبان، في السينما العربية في عدد من البلدان العربية؛ إذ يذكر أن يوسف شعبان محمد كانت له المبادرة لإخراج فيلم ليبي بعنوان “الطريق” عام 1973، وهو فيلم روائي متوسط الطول، يريد الحديث عن المكتسبات التي حققتها ثورة الفاتح في ليبيا، كما أنّ المخرج عمر العلي، قام قبل أن يجد له مستقرًا في دولة قطر، بإخراج عدد من الأعمال البصرية، لصالح التلفزيون العربي السوري.
وفي العام 1973 بدأ المخرج الفلسطيني غالب شعث مشواره السينمائي عندما أخرج فيلم «الظلال على الجانب الآخر» وهو فيلم روائي طويل، ينتمي إلى نسق السينما الجادّة التي شرعت في تقديمها «جماعة السينما الجديدة» في مصر؛ وقد كان الفيلم من بطولة كلّ من محمود ياسين ونجلاء فتحي، اللذين كانا يحتلان صدارة الواجهة السينمائية في مصر.
وفي العام 1976 قام السينمائي إبراهيم أبو ناب بالمشاركة في كتابة سيناريو فيلم “المفتاح” الذي أخرجه غالب شعث، ليعود في العام 1983 لإنتاج وإخراج فيلم بعنوان “العروس والمهر” وهو فيلم متوسط الطول “مدته 28 دقيقة” يتحدَّث عن النكسة الحزيرانية عام 1967، والاحتلال الصهيوني للضفة الغربية بما فيها القدس الشرقية.
على هذا النحو، نجد أن السينمائيين الفلسطينيين بحثوا عن مكان لهم في إطار السينما العربية، فكان للمخرجين السينمائيين مساهمات محدودة؛ فيما كان للممثلين السينمائيين، أو الممثلات، مساهمات أوسع ارتقت في بعض الأحيان إلى مستوى البطولات المطلقة؛ كما استطاع ممثلون فلسطينيون أمثال: أديب قدورة، يوسف حنا، غسان مطر، محمود سعيد، وبسام لطفي، في السينما السورية واللبنانية، عند مطلع السبعينيات.

## السينما الفلسطينية الجديدة
في عام 1983 استطاعت المخرجة والمونتيرة والمصورة السينمائية الفلسطينية «مي المصري» إنجاز فيلمها الأول، بعد عودتها من الولايات المتحدة الأمريكية؛ حيث أنهت دراستها للسينما في سان فرانسيسكو. جاءت البداية السينمائية لها من خلال فيلمها “تحت الأنقاض” وهو فيلم تسجيلي طويل (مدته 40 دقيقة) رُصد للحديث عن بيروت ولبنان، وهو يتعرض للاجتياح الصهيوني عام 1982.
خلال أكثر من عقدين تاليين من الزمن أنجزت مي المصري العديد من الأفلام التي تتداخل فيها مهماتها ما بين كتابة السيناريو والتصوير والمونتاج والإخراج والتعاون مع جان شمعون.  ومن هذه الأفلام: (زهرة القندول) 1987، (بيروت جيل الحرب) 1988، (أطفال جبل النار) 1990، (حنان عشراوي امرأة في زمن التحدي) 1995، (أطفال شاتيلا) 1998، (أحلام المنفى) 2001. إضافة إلى التعاون مع جان شمعون في أفلام (أحلام معلقة) 1992، (رهينة الانتظار) 1994، والفيلم الروائي الطويل (طيف المدينة) 2001.
جدير بالذكر أنّ مي المصري شكّلت بمشروعها السينمائي بداية انتقال ومفارقة للسينما الفلسطينية السائدة عند مطلع ثمانينيات القرن العشرين (أي سينما الثورة الفلسطينية)؛ إذ أنّه رغم وجود مي المصري في بيروت، ورغم تجربة جان شمعون وعمله في سينما الثورة الفلسطينية؛ إلّا أنّ مي المصري بمشروعها السينمائي لم تعمل في سينما الثورة الفلسطينية، ولا خضعت لخطابها، أو استُلبت لشعاراتها وطرقها وآليات عملها؛ بل بدت أقرب إلى السينما الفلسطينية الجديدة، في لحظات تشكُّلها الأولي، حينذاك، في الأرض الفلسطينية المحتلة.
يمكن القول: إنّ مي المصري، كمخرجة سينمائية فلسطينية، التي تعيش في الخارج/الشتات (بيروت أو أمريكا) كانت من أوائل السينمائيين الفلسطينيين الموجودين في الخارج الذين تنبهوا إلى ضرورة صياغة سينما فلسطينية جديدة، تتوازى مع الإنتاجات السينمائية التي ظهرت في الداخل الفلسطيني، التي نسميها «السينما الفلسطينية الجديدة».
ورغم تشابك مي المصري سينمائيًا مع الشأن اللبناني (وهذا أمر منطقي)؛ إلّا أنّ الموضوعات والاهتمامات الفلسطينية بدت هاجسها السينمائي الأساسي، على الأقل منذ مطلع تسعينيات القرن العشرين، وذلك عندما أنجزت فيلمها المتميز “أطفال جبل النار” 1991، لتكون بمثابة السينمائي الفلسطيني الأول الذي يمدُّ قوس عمله السينمائي، بين الخارج والداخل؛ فرغم أنها لم تنتقل نهائيًا إلى الداخل (كما فعل بعض السينمائيين)؛ إلّا أنّها حرصت على التحرُّك بين الخارج والداخل، بين بيروت ونابلس، بين مخيم شاتيلا ومخيم الدهيشة. مستثمرة إمكانية أن تفعل ذلك، مستثمرة حصولها على الجنسية الأمريكية، ومحققة موضوعاتها وهاجسها الذي لا ينقطع خيطه بين هنا وهناك.
في الأرض الفلسطينية المحتلة عام 1948، وبسبب الظروف، لم تظهر أي نبرات لإنتاج سينمائي فلسطيني حتى نهاية السبعينيات/مطلع الثمانينيات من القرن العشرين؛ أي بعد مرور قرابة الأربعين عامًا على النكبة؛ فقد بدأت السينما الفلسطينية في الأرض المحتلة عند مطلع الثمانينات، من خلال جهود فنانين من فلسطين المحتلة، استطاعوا الخروج للدراسة، أو العمل، في أوروبا، أو أمريكا، واستطاع البعض منهم توفير الدعم والتمويل، من قبل شركات إنتاج سينمائي، أو قنوات تلفزيونية أوروبية عملوا لها؛ فكانت تجربة المخرج الفلسطيني ميشيل خليفي التي بدأت في فيلم “الذاكرة الخصبة” عام 1980 هي إشارة البداية، ولحظة الولادة الحقيقية للسينما الفلسطينية الجديدة.
ميشيل خليفي هو سينمائي من مدينة الناصرة، بدأ دراسة السينما في بروكسل/بلجيكا، منذ العام 1975، واستقر فيها بعد أن تخرج؛ حيث يقوم بتدريس السينما هناك. تحوّل من طالب يتعلَّم إلى أستاذ يدرِّس. في سِجل ميشيل خليفي السينمائي عدد وافر من الأفلام الممتازة منها: “معلول تحتفل بدمارها” 1985، و”عرس الجليل” 1987، و”نشيد الحجر” 1990، و”حكاية الجواهر الثلاث” 1994. وهو في عُرفنا المؤسِّس الحقيقي للسينما الفلسطينية الجديدة، ومن بعده ستأتي أجيال من المخرجين الفلسطينيين.
فشقيقه المخرج جورج خليفي، قدم فيلمه “أطفال الحجارة” عام 1988، بعد أن كان قد عمل في العديد من الأفلام، من ذلك كتابة وإخراج فيلم “الناسك” عام 1979، كما ساعد في إخراج وإنتاج “الذاكرة الخصبة” لميشيل خليفي، وأدار له أيضاً إنتاج فيلم “عرس الجليل”. لجورج خليفي مجموعة أفلام هي: «من القلب إلى القلب»، «القدس تحت الحصار»، «مصادر الطفولة المبكرة»، «شروق»...  والعديد من الأفلام والتقارير التلفزيونية.  
ينبغي الذكر أنّ المخرج جورج خليفي كان قد ساهم في العام 1991 بتأسيس “مؤسسة القدس للسينما والتلفزيون”، وتولى مهمة الإدارة الفنية فيها، ليزاوج بين المهام الإدارية والفنية والعملية؛ فضلًا عن كونه أستاذًا جامعيًا يدرِّس السينما في القدس، وهو عضو في لجان تحكيم عدد من المهرجانات السينمائية، بما ما يُقام في تل أبيب منها.
ومن السينمائيين الذين برزوا في فلسطين منذ الثمانينيات نذكر: علي نصار في فيلمه “مدينة على الشاطئ” 1985، ومسيرته السينمائية التي توَّجها بفيلمه الروائي الطويل “درب التبانات” 1997؛ وناظم الشريدي في فيلمه “نداء الجذور” 1985، و”مسلسل صيف فلسطيني حار” 1988؛ وزياد درويش في فيلمه “مرساة على البر” عام 1989، و”بيت ساحور مدينة الصمود” عام 1992، و”مردة” عام 1992؛ وحنا إلياس الذي قدم فيلمه “رحيل” 1986، و”الجبل” 1991، و”الصبح” 1991، و”حواجز الطرقات” 2002، وفيلمه الروائي الطويل “قطاف الزيتون” 2002، الذي نال جائزة أفضل فيلم عربي في مهرجان القاهرة السينمائي الدولي عام 2003.
ومن الأفلام التي ظهرت في إطار الانتفاضة الكبرى، نجد: فيلم “يوميات فلسطينية” عام 1991، وهو نتاج ورشة عمل استمرت ستة أشهر، نظمتها “مؤسسة القدس للإنتاج السينمائي”؛ وقد ضمت هذه الورشة: سهير إسماعيل، نزيه دروزة، وعبد السلام شحادة. يذكر أن الفنان عبد السلام شحادة عمل في تحقيق العديد من الأفلام الفلسطينية، منذ بداية عقد التسعينيات، مصورًا ومساعدًا للمخرج، ومخرجًا، ومن أفلامه: “الأيدي الصغيرة" 1996، ”بالقرب من الموت” 1997، ”الظل” 2000، ”القصبة” 2000 و”حجر بحجر” 2000.
شهدت التسعينيات من القرن العشرين ظهور عدد من الأسماء الجديدة في إطار السينما الفلسطينية الجديدة؛ ففي العام 1991 قدم المخرج عمر القطان فيلمه “أحلام في الفراغ” ثم فيلمه “العودة” 1995، ونذكر أن عمر القطان الذي درس السينما في بلجيكا، كان منذ العام 1988 أسّست شركة إنتاج سينمائي خاصة باسم “سندباد”، وعمل في إطار الإنتاج وإدارته مع ميشيل خليفي؛ بينما قامت عزة الحسن، التي درست السينما في بريطانيا، بتقديم فيلمها “عربيات يتكلمن” 1996، و”كوشان موسى” 1999، و”هي السندباد” عام 2000، و”زمن الأخبار” 2001، و “3 ملم أقل” 2003، و”صور منسية” 2004.
كما أسّس المخرج صبحي الزبيدي لمشروعه السينمائي من خلال “لاجئون فيلم”؛ حيث قدم بداية فيلمه “خارطتي الخاصة جداً” 1998، ثم “نساء في الشمس” 1999، وفيلمه “علي وأصحابه” 2000، و”الضوء في آخر النفق” 2001، ثم “حَوَل” 2002، و”عبور قلنديا” 2003.
أما المخرج حنّا مصلح فقدّم فيلمه “عرس سحر” عام 1992، و”جند الله/حماس” 1993، و”التاريخ يصنع الرجال” 1995، و”كرامة العيش” 2002، و”ملاك صغير” 2002.  وطوني قدح قدّم بدوره فيلمًا بعنوان “الحرية المسلوبة- فلسطين المحتلة” عام 1990، أما إيزيدور مسلم فأنجز في العام 1990 فيلمه الروائي الطويل “ليالي الغربة”، ثم فيلمه “الجنة قبل موتي” عام 1997.
من جهته أنجز إيليا سليمان فيلمه “مقدمات لنهايات جدال” في العام 1990، و”تكريم بالقتل” 1992، وسيقوم بإنجاز فيلمه الروائي الطويل الأول “سجل اختفاء” عام 1996، و”الحلم العربي” 1998، و”سايبر فلسطين” 2000، ومن ثم فيلمه “يد إلهية” 2001، الذي حاز جائزة لجنة التحكيم الخاصة من مهرجان كان السينمائي الدولي عام 2002، وأوسكار أفضل فيلم أجنبي في أوروبا، وأثار زوبعة رفضه من قبل لجنة القبول في الأوسكار للعام 2003.
أمّا المخرج رشيد مشهراوي أنجز بدوره العديد من الأفلام، التي كان أولها “جواز سفر” عام 1986، ثم “الملجأ” عام 1989، و”دار ودور” 1990، و”أيام طويلة في غزة” 1991. بعد أن أسّس رشيد مشهراوي شركة “أيلول للإنتاج التلفزيوني والسينمائي” عام 1990 قدم فيلمه الروائي الأول “حتى إشعار آخر” 1993، ثم فيلمه الروائي الطويل الثاني “حيفا” عام 1996. في العام 1996 أسّس رشيد مشهراوي “مركز الإنتاج السينمائي” في رام الله، وأنتج من خلاله مجموعة من الأفلام منها: “رباب” 1997، ”توتر” 1998، ”خلف الأسوار” 1999، ”غباش” 2000، ”موسم حب” 2000، ”من فلسطين بث مباشر” 2001، وفيلمه الروائي الطويل الثالث “تذكرة إلى القدس” 2002.
أخرج هاني أبو أسعد “لمن يهمه الأمر” 1991، ”بيت من ورق” 1992، ”الناصرة 2000” عام 2000، ”تحت المجهر” 2001، وفيلمه الروائي الطويل الأول “عرس رنا” 2002. بدوره دخل محمد بكري مجال الإخراج عندما قدّم فيلمه الوثائقي (1948) واستكملها في فيلمه “جنين جنين” عام 2002، الذي أثار ضجة لافتة. وظهر المخرج نزار حسن، في أول أفلامه “على أمه/لعب وألعاب” عام 1992، ثم فيلمه “ياسمين” 1997، ”أسطورة” 1998 و”التحدي” 2001. كما قدمت المخرجة ليانة بدر فيلمها الأول بعنوان “فدوى” 1999، ”زيتونات” 2000، و”الطير الأخضر” 2001.
بدأ المخرج إياد الداوود مسيرته السينمائية بفيلمه “القدس وعد السماء” 1997، ويراكمها ويطوِّرها من خلال فيلمه “دير ياسين الوجع” 1999، و”مآذن في وجه الدمار” 1999، و”العودة” 2001، و”أعراس الزهور” 2001، و”جنين” 2002، و”فن الحياة” 2003. ولعلّ المخرج إياد الداوود هو الوحيد والأبرز بين السينمائيين الفلسطينيين الذي عُرضت وتُعرض كافة أعماله على الفضائيات العربية، في أوقات متعددة ومتكررة.
بمناسبة نهاية الألفية الثانية، ومقدم الألفية الثالثة، قدّمت السينما الفلسطينية خمسة أفلام من إنتاج مشروع “بيت لحم 2000” نفذها خمسة مخرجين فلسطينيين، هم: مي المصري (من فلسطينيي الشتات)، رشيد مشهراوي، عزة الحسن، صبحي الزبيدي (من فلسطينيي الضفة والقطاع)، إيليا سليمان (من الناصرة). وهي بمجموعها تنويعات إبداعية سينمائية، تتناول جوانب مختلفة من القضية الفلسطينية على رأس قرن وألفية من الزمان.
في العام 2003 قدم المخرج الفلسطيني فجر يعقوب (الذي درس السينما في بلغاريا)، فيلميه “صورة شمسية” و”متاهة”، بينما اكتفى المخرج باسل الخطيب بالعمل لصالح المؤسسة العامة للسينما في سوريا؛ حيث أخرج من إنتاجها فيلمه “قيامة مدينة” عام 1989، بعد أفلام تخرجه من الاتحاد السوفياتي ومنها: “عنها ولهم- حكاية أمينة” 1982، ”لعنة” 1984. واختار المخرج هشام كايد العمل في مشروع سينمائي خاص، واستثنائي، يعتمد على ما يصنعه (السينمائيون الصغار)؛ حيث قاد وأشرف وأخرج عدة أفلام منها: “الله يستر” 2001، و”أحلامنا، متى؟" 2001، ”طفولة بين الألغام” 2002، ”سكر يافا” 2002، و”ليمونادة” 2003. التي نال على بعضها جوائز ذهبية من مهرجانات عربية، خاصة في القاهرة.

## الرواد الفلسطينيين في الإنتاج السينمائي وصناعة الأفلام

### إبراهيم لاما
يعدّ إبراهيم عبد الله إبراهيم لاما «الأعمى» مؤسّس السينما العربية، ويرد اسمه في تاريخ السينما العربية والعالمية متلازمًا مع اسم أخيه (بدر لاما) باسم «الأخوان لاما».
إبراهيم لاما (مع أخيه بدر) من روّاد السينما الفلسطينية، مع أنّ عمله التأسيسي في المضمار الفني بدأ وتطور في مصر؛ قرر، مع أخيه، الإقامة في الإسكندرية والعمل على إنتاج أفلام سينمائية مصرية، فأسّسا لهذا الغرض شركة إنتاج سينمائي باسم «شركة كوندور فيلم» عام 1926.
بدأ الأخوان لاما في تلك الفترة بإنتاج فيلمهما الأول (قبلة في الصحراء) – وهو أول فيلم روائي عربي- في الرابع من أيار/مايو 1927؛ حيث تولّى إبراهيم تأليف القصة وتصويرها إلى جانب إخراجها سينمائيًا؛ واكتفى شقيقه بدر ببطولة الفيلم.
في عام 1930 انتقل الأخوان لاما إلى القاهرة بعد أن اتسعت مشاريعهما السينمائية، وبعد أن قدما فيلمهما الثاني «فاجعة فوق الهرم» 1928. وكانت معظم الأفلام التي أخرجها إبراهيم لاما يقوم ببطولتها شقيقه بدر لاما، حتى بعد زواج بدر من بدرية رأفت التي قاسمته بطولة هذه الأفلام.
تنوّعت أفلام المخرج إبراهيم لاما فقدّم الأفلام التاريخية مثل: «صلاح الدين الأيوبي» 1941، و«كليوباترا» 1943؛ ولكن لضعف الإمكانيات الإنتاجية؛ لم ترتق هذه الأفلام إلى مستوى الشخصيات التي قدمتها، كما قدم أول فيلم عن حكاية قيس وليلى 1939؛ بالإضافة إلى الأفلام الاجتماعية والكوميدية. كما أنتجت شركتهما ما يقارب 62 فيلم في الفترة ما بين 1926 و1951.
يعتبر الفنان إبراهيم لاما هو أول من صور في غابات السودان وكينيا وأحراشها، وقدم إبراهيم لاما للسينما المصرية ثلاثين فيلمًا خلال أربعة وعشرين عامًا، وعمل مع كبار النجوم آنذاك مثل: فاطمة رشدي، آسيا داغر، بهيجة حافظ، ماري كويني، وبديعة مصابني.
خرج إبراهيم لاما وابنه سمير من مصر لمدة عام ونصف العام في أعقاب حرب 1948، تاركًا الأستوديو الذي يمتلكه والأفلام التي كان يوزعها من إنتاجه. وعادا في نهاية أغسطس 1949.
انتهت حياة إبراهيم لاما نهاية مفجعة؛ حيث قتل مطلقته بالرصاص؛ نتيجة للغيرة، ولرغبته في ردّها إليه، ثم انتحر بنفس المسدس، ورحل عن الدنيا في 14 مايو 1954.

### بدر لاما
ولد بدر عبد الله لاما «الأعمى» في 23 نيسان 1907؛ وهو وأخيه (إبراهيم لاما) من الرواد الأوائل في حقل السينما الفلسطينية؛ فقد أنشأوا نادٍ متخصصًا في السينما مطلع العشرينات من القرن العشرين (1926) في مدينة الاسكندرية في مصر، ثم أنشأوا شركة إنتاج سينمائي باسم (شركة كوندور فيلم) في عام 1926؛ وقاما بإخراج أول فيلم عربي بعنوان «قبلة في الصحراء» 1927؛ وقد أنتجت شركتهما حوالي 62 فيلماً في الفترة ما بين 1927 و1951.
عقب انتهائه من فيلم (البدوية الحسناء) في عام 1947 أصيب بدر لاما بذبحة صدرية توفي على إثرها في 1 أكتوبر سنة 1947.

### إبراهيم حسن سرحان
إبراهيم سرحان من رواد السنما الفلسطينية، ولد في مدينة يافا عام 1915، قام بصناعة أدواته السينمائية بنفسه وبتكاليف خاصة، وصنع أول فيلم، مدته (20 دقيقة)، عن زيارة الملك سعود بن عبد العزيز آل سعود إلى فلسطين عام 1935، وتنقله بين مدن القدس، اللد ويافا؛ وذلك برفقة الحاج أمين الحسيني (مفتي الديار الفلسطينية). وهو من قام بمعونة المخرج جمال الأصفر باخراج أول فيلم روائي فلسطيني بعنوان «أحلام تحققت»؛ وفيلم وثائقي عن «عضو الهيئة العربية العليا أحمد حلمي باشا عبد الباقي».
كما أسّس «أستوديو فلسطين» عام 1945، وأنتج الاستوديو فيلمًا قصيرًا ظهر فيه الراقصتان شمس وقمر، والمطرب الفلسطيني سيد هارون وأنتج فيلمًا روائيًا بعنوان «عاصفة في بيت» كذلك بعض الأفلام الإعلانية القصيرة. وحسب ما تقول الروايات: إنّه هاجر بعد نكبة العام 1948 إلى الأردن؛ حيث تمكّن من إنجاز فيلم شهير هو «صراع في جرش» عام 1957، وهو أول فيلم درامي روائي في الأردن. وانتهى به المطاف في لبنان؛ حيث توفي في مخيم شاتيلا عام 1987.

### أحمد حلمي الكيلاني
درس السينما إخراجًا وتصويرًا في القاهرة؛ حيث تخرّج في عام 1945، وعاد إلى فلسطين ليؤسّس مع جمال الأصفر وعبد اللطيف هاشم «الشركة العربية لإنتاج الأفلام السينمائية»، لجأ بعد النكبة إلى الأردن، حيث استقر فيها وعمل في المجال السينمائي.

### جمال الأصفر
تعاون مع كل من أحمد حلمي الكيلاني وعبد اللطيف هاشم في إنشاء "الشركة العربية لإنتاج الأفلام السينمائية" في فلسطين، ولجأ إلى الكويت بعد نكبة العام 1948. أخرج جمال الأصفر فيلمًا بعنوان "في ليلة العيد" "وقد مثل فيه كل من حسن أبو قبع وأحمد الصلاح.

### عبد اللطيف الحاج هاشم
تعاون مع مخرجين آخرين هما: أحمد حلمي الكيلاني، وجمال الأصفر، في إنشاء «الشركة العربية لإنتاج الأفلام السينمائية» في فلسطين، ولجأ إلى الأردن بعد نكبة 1948.

### محمد صالح الكيالي
أسَّس ستوديو للتصوير الفوتوغرافي في يافا عام 1940، ودرس السينما في إيطاليا، وبعد عودته إلى فلسطين، حاول إنجاز فيلم عن القضية الفلسطينية، بالتعاون مع المكتب العربي لجامعة الدول العربية في العام 1945؛ ولكنه لم ينجح بسبب الأحداث في فلسطين، ونكبة 1948 وغادر إلى القاهرة، وعمل هناك في حقل الإنتاج السينمائي الوثائقي والتسجيلي، وحقق فيلمًا تسجيليًا (وثائقيًا) بعنوان (قاعدة العدوان) عام 1964. تمكن الكيالي من إنتاج فيلم روائي طويل عام 1969 في سوريا يدعى «ثلاث عمليات في فلسطين». توفي في ليبيا في نوفمبر من عام 1977.

### صلاح الدين بدرخان
أخرج أول فيلم روائي فلسطيني في فلسطين بعنوان «حلم ليلة» في العام 1946، عُرض في صالات القدس ويافا، وأخرج فيلم «أمنيتي» عام 1947، الذي لعبت بطولته شهيناز، ووجيه بدرخان، وقامت بتوزيعه وكالة «الجاعوني» في القدس.

### خميس شبلاق
سينمائي الفلسطيني (من يافا)، أخرج فيلمًا بعنوان «أحلام تحققت»، ومدته 45 دقيقة؛ فكان بمثابة دعاية لدار رعاية أيتام.

### عبد الله كعوش
أخرج فيلمًا روائيًا بعنوان «وطني حبيبي» عام 1964، وهو كاتب قصته، ويعدُّ ثاني فيلم روائي طويل يتم إنتاجه في الأردن بعد فلم «صراع في جرش»؛ حيث يتناول قصة حبٍّ مأساوية على خلفية أحداث الصراع العربي- الإسرائيلي.

### مصطفى أبو علي
ولد في قرية المالحة عام 1940. لجأ عام 1948 إلى بيت لحم، ثم رحل مع عائلته إلى عمان، درس في الجامعة الأمريكية في بيروت وعمل في شركة أرامكو في السعودية.
حصل على منحة لدراسة الهندسة في الولايات المتحدة؛ لكنه تركها بعد السنة الثالثة، ليلتحق بالمعهد الموسيقي للمحترفين في سان فرانسيسكو، الذي درس فيه لمدة عام قبل أن يتركه.
في عام 1966م حصل على منحة من وزارة الإعلام الأردنية لدراسة السينما في مدرسة لندن لتقنيّات الفيلم في بريطانيا وتخرّج منها عام 1967م.
عمل في دائرة السينما في وزارة الإعلام الأردنية، وخلال عمله هناك أخرج فيلمًا بعنوان «الحق الفلسطيني»؛ إلّا أنّه لم يعرض.
شارك بتأسيس «وحدة السينما» التابعة لقسم التصوير الفوتوغرافي في فتح عام 1968؛ وكان من مؤسّسي «جماعة السينما الفلسطينية» عام 1973 في بيروت؛ كما شغل منصب «رئيس مؤسسة السينما الفلسطينية» في بيروت ما بين 1971- 1980.
عام 1984 أسّس ورئس مؤسسة بيسان للسينما في عمان، كما أعاد تأسيس جماعة السينما الفلسطينية في رام الله عام 2004.
يعتبره العديدون مؤسس السينما الفلسطينية المعاصرة، ومؤسس سينما الثورة الفلسطينية.  
من أفلامه: «الحق الفلسطيني» (1967)، «لا للحل السلمي» (1969)، «بالروح بالدم» (1971)، «العرقوب» (1972)، «عدوان صهيوني» (1973)، «مشاهد من الاحتلال في غزة» (1973)، «على طريق النصر» (1974)، «ليس لهم وجود» (1974)، «تل الزعتر» (1977)، و«فلسطين في العين» (1977).
أصيب بمرض السرطان وتوفي يوم الجمعة 30 يوليو 2009  في مدينة رام الله.

## أبرز دور السينما الفلسطينية قبل عام 1948

### سينما أوراكل- القدس
يستذكر المؤرّخ بروفيسور مصطفى كبها في حديث لـ «القدس العربي» أنّ فلسطين عرفت العروض السينمائية منذ بداية القرن الماضي حيث تشير الكتابات التاريخية إلى أنّ أول دار عرض سينمائي ظهرت في فلسطين هي «أوراكل»، وذلك في مدينة القدس عام 1908. وفي عهد الانتداب البريطاني، شهدت فلسطين زيادة ملحوظة في ظهور دور العرض السينمائي بالتزامن مع صدور القانون الخاص بالأشرطة السينمائية عام 1927، كان يتضمن تعليمات بشأن شروط العرض والرقابة واستيراد الأشرطة السينمائية والدعاية للعروض. في الثلاثينات، انتشرت في المدن الفلسطينية الرئيسية مجموعة من صالات السينما المجهزة التي كانت تعرض الأفلام التجارية المصرية بشكل خاص على الجمهور، حيث عرضت أفلامًا عربية وأجنبية، ناطقة وصامتة.

### سينما ركس- القدس
ابتدأ يوسف البنا بناء الصالة في عام 1935، وتوّج الافتتاح بتاريخ 16 حزيران 1938 بحضور القنصل المصري محمد حامد بفيلم الجندي المحترف، لم يستطع يوسف البنا سداد فاتورة مقاول البناء (يونا فريدمان) فأضطر لإدخاله شريكًا معه، كان معظم روّاد السينما من العرب والبريطانيين، مما جعلها هدفاً لعدة أعمال عنف قامت بها مجموعات يهودية وكان اولها بعد نشر الكتاب الابيض، حيث وضعت متفجرات في الصالة اثناء عرض فلم «طرزان والقرد» سببت خسائر في المبنى تقدّر بعشرين الف جنيه فلسطيني، وسقوط خمسة قتلى وثمانية عشر جريحًا وفي الثاني من كانون الأول 1947 قامت منظمة «الارغون» بحرق السينما ووكان آخر فلم عرضته قبل حرقها  فيلم لعباس فارس «عدو المجتمع» ورحل يوسف البنا من فلسطين مهاجرًا بحالة نفسية سيئة.
وصفت موسوعة اليهود، اليهودية والصهيونية في المجلد السابع الاعتداء على سينما ركس "أنّ من أبرز العمليات الارهابية التي شهدها العام الهجوم الذي دبّرته «الارغون» على سينما ركس في القدس حيث جرى تخطيط متعدد المراحل لتحقيق أكبر عدد ممكن من الخسائر البشرية بواسطة المتفجرات التي تم تسريبها إلى المبنى إضافة إلى إلقاء القنابل داخله ثم فتح نيران الرشاشات على روّاد السينما الذين خرجوا في حالة من الذعر والهلع، ونُفذّت هذه العملية الإرهابية في 29 إيار 1939.

### سينما الحمرا- القدس
اعتبرت واحدة من أهم دور السينما في القدس. تأسّست سينما الحمرا في القدس بالقرب من شارع صلاح الدين عام 1952 على يد شركة مصايف رام الله (والتي كانت تملك سينما دنيا في رام الله) وأحمد الحسيني واخوانه، على مساحة مبنى وصلت 1100 متر مربع تقريبًا، والمبنى عبارة عن قاعة سينما واحدة تتسع إلى 1000 مقعد مقسمة إلى ثلاثة اقسام كل قسم فيه نوع معين من المقاعد: القاعة العادية، اللوج (المدرج العلوي) والبنوار (المقاعد الخاصة).
استخدمت السينما تقنيات عرض تعتبر حديثة بالنسبة لذلك الوقت، حيث تم استيرادها من بيروت وأوروبا. اختلفت أسعار التذاكر من فترة إلى أخرى لكن غالبًا كانت تتراوح بين 5 إلى 10 قروش، واختلف السعر بحسب المقاعد.
عرضت السينما أفلامًا مصرية مشهورة، بالإضافة إلى الأفلام الأجنبية والأفلام الهندية التي كانت تستأجرها وتشتريها من شركات وموزعين من بيروت والقاهرة مثل شركة الطاهر وشركة الصيقيلي، وعرفت الحمرا بأنّها مركزًا ثقافيًا؛  فعرضت على مسرحها عروض وحفلات من بلدان وثقافات مختلفة مثل عروض الباليه الروسية. حشدت السينما جمهورًا كبيرًا من اهالي القدس كبارًا وصغارًا خاصة فترة الأعياد حيث يتم عرض الفيلم أكثر من مرة.
أغلقت السينما مدة عشرين عامًا بسبب اندلاع الانتفاضة الاولى، حاليًا تحوّل المبنى من سينما إلى مبنى يضم قاعات كبيرة للمؤتمرات والأفراح تحت مسمى قصر الحمرا ضمن استثمارات شركة فلسطين للتنمية والاستثمار (باديكو).

### سينما القدس- القدس
لم يقتصر جمهور سينما القدس على أهل القدس فقط بل كان زوارها من مختلف المدن الفلسطينية ومن الأردن، خصوصًا أيام الجمعة، الأحد والأعياد. كان يرتادها صفوة المجتمع من المثقفين والعائلات المختلفه، ولعلّ ما كان يميزها أنّها كانت تستدعى الممثلين لافتتاح عروض الأفلام، منهم المطرب المصري محرم فؤاد الذي حضر لافتتاح أحد أفلامه.
تأسّست سينما القدس في الستينات في منتصف شارع الزهراء بالقدس بالقرب من باب الساهرة. كانت تعمل بتقنيات عرض ضمن المواصفات العالمية آنذاك، إذ كانت ماكنات العرض بحجم 25 ملم وتعتمد في الإضاءة على الفحم الجلفن (قبل اختراع لمبات الإضاءة)، حيث أغلقت أبوابها وهي تستعمل هذا النوع من الإضاءة، أما نظام الصوت فكان موزع على القاعة الرئيسة واللوج (المدرج العلوي) وجدرانها كانت تكسوها ألواح تمنح الصدى والتردد لجعل المشاهد يستمتع بصوت نقي، كما كانت آلات العرض مزودة بعدسات خاصة للأفلام من نوع سكوب.
اختلف سعر التذاكر من فترة إلى أخرى ففي بالبداية وصلت إلى 50 فلس للمقاعد الأمامية و 58 فلس للمقاعد الخلفية و 120 فلس للوج (المدرج العلوي)، ولاحقًا في عام 1988 وصلت إلى خمسة شواقل.
بعد حرب 1967 تأثرت حركة الرواد تدريجيًا وبدأ جمهورها بالعزوف مما استدعى تغيير نوعية الأفلام إلى أفلام الحركة والمغامرات، إلى أن أغلقت أبوابها في عام 1988 بسبب الإنتفاضه الأولى وبطلب القيادة الوطنية الموحدة في حينه.

### سينما النزهة- القدس
تأسّست سينما النزهة عام 1950 في مدينة القدس على يد «علي فريتخ». كان للسينما جمهور كبير حيث كانت تعتبر إحدى أهم الأماكن للتسلية والترفيه في ذلك الوقت، حيث حشدت جمهورًا من الأفراد والعائلات.
كانت السينما عبارة عن قاعة واحدة تتسع لـ 200 شخص، واحتوت على تقنيات العرض السائدة في تلك الفترة، فكانت الافلام تعمل إما بالنظام الكهربائي أو على الفحم (يتم تسليط الفحم الناري على كرارة الفيلم لاشعاله). يوضح فريتخ أنّ الأفلام لم تكن على شريط واحد كامل بل كانت عبارة عن فصول وكل فصل على شريط لوحده ويتم تغيره كل نصف ساعة.
اعتمدت السينما على شراء واستئجار الأفلام من أفراد في القاهرة، سوريا، الاردن وبيروت. أهم هؤلاء الموزعين، نادر الاتاسي من سوريا، ميشيل صيقيلي، محمد الطاهر، والفنان دريد لحام الذي كان مسؤولًا عن بيع أعماله.
وقدّمت أفلامًا متنوعة منها الأفلام المصرية مثل "أبي فوق الشجرة"، "خلي بالك من زوزو"، " أميرة حبي أنا"، والأفلام الأجنبية والصينية "افلام الألعاب القتالية "الكارتيه"، والافلام الهندية "مثل فيلم الشعلة". كان الفيلم يعمل مدة اسبوع كامل، وإذا حاز الفيلم على اعجاب الجمهور يستمر إلى مدة شهر أو أكثر مثل فيلم "21 ساعة في ميونخ" وفيلم "الرسالة"، و"عمر المختار".
اختلفت أسعار التذاكر من فترة إلى أخرى فكانت في أوائل الستينات تصل إلى أربعة أو ستة قروش وفي فترة عام 1967 وصلت إلى ليرة- ليرة وعشرين قرش ومع الوقت أصبحت الأسعار تتزايد، كما اختلفت الأسعار داخل القاعة نفسها لأنّها احتوت على ثلاثة أنواع من المقاعد: القاعة العادية، اللوج (المدرج العلوي)، والبنوار (وهي ذات عدد معين من المقاعد الخشبية منجدة ولها موقع استراتيجي بقرب الشاشة بحيث لا يمكن لأحد ان يحجب الرؤية) وسعرها الاعلى.
اغلقت السينما في عام 1989 وتحوّلت إلى مدرسة «أبو عبيدة»  بسبب اندلاع الانتفاضة الاولى وبسبب تغيّر بعض المفاهيم الاجتماعية المتعلقة بالسينما التي ترى أنّها مفسدة للأخلاق، بحسب أصحابها.
مبنيين سينما النزهة: واحد تحول للحكواتي، وواحد الآن عبارة عن مكاتب.

### سينما ابولو- يافا
أول سينما أسّست في يافا هي سينما أبولو، أسستها عائلة زمريا في حي العجمي، وكانت لها شهرتها في المدينة لكنها أقل من شهرة دور سينما أخرى كسينما الحمرا. مكان السينما اليوم يوجد معمل رخام.

### سينما الحمرا- يافا
وفي مدينة يافا أقيمت 17 دار سينما أشهرها سينما الحمرا التي أقيمت عام 1937 في شارع جمال باشا عام على يد مجموعة من رجال الإعلام، منهم محمد زكي عبده، رضوان الحلّاق، محمد سعيد العدلوني ومحمّد موسى الحُسيني. كانت سينما الحمرا في يافا من أفخم دور السينما في فلسطين وعرضت أشهر أفلام السينما العربيّة والعالميّة، إضافةً للعروض المسرحيّة الكبيرة، استضافت أيضًا المهرجانات الوطنيّة التي أطلقت الشرارة لمقاومة الاستعمار البريطانيّ.
كانت سينما الحمرا تحتوي على 1100 مقعد وتراوحت أسعار بطاقات الدخول لعروض الأفلام السينمائيّة فيها ما بين 5 قروش للطلّاب و7 قروش للمواطنين العاديين، أمّا أسعار بطاقات الدخول لعروض المسرحيّات فكانت نصف جنيه للطلّاب وثلاث أرباع الجنيه للعموم كما يستدل من أحد الإعلانات المنشورة في صحيفة "الدفاع".
وفي إعلان آخر لها تفاخرت سينما الحمرا الوطنية في يافا أنّه بعد شهر ونيف فقط على الإعلان عن فيلم «عودة طاقية الإخفاء» في صالات العرض في مصر، حتّى تعلن عن عرض خاصّ، هو الأوّل في فلسطين. وفي إعلان في الصحيفة ذاتها تدعو سينما الرشيد في يافا لفيلم الموسم: «غنى حرب»، من تمثيل: الهام حسين، بشارة واكيم، عزيز عثمان، حسن فايق، وهاجر حمدي.

### سينما نبيل- يافا
يقال أن سينما نبيل كانت توازي سينما الحمرا في مستواها، ولكنها أقل شهرة. أسّسها الشيخ علي المستقيم، وتقع بعمارة المستقيم بشارع جمال باشا. عرضت فيها أشهر الأفلام والمسرحيات، كما عقدت فيها الكثير من المهرجانات والمؤتمرات الوطنية.

### سينما آرمون- حيفا
وكانت تقع في حي الهادار [الإنجليزية] على خط التماس مع حي وادي النسناس (في حيفا). افتتحت سينما آرمون في شهر شباط عام 1935 وكانت تحتوي على 1200 مقعد مع غرف خاصة ومسرح كبير للعروض الحية كالحفلات الموسيقية.
هدمت هذه السينما قبل عقد ونصف وشُيد مكانها برج عالٍ فيه محلات تجارية ومكاتب.

### سينما عين دور- حيفا
في حيفا اشتهرت دار السينما عين دور التي افتتحت عام 1931 في مركز المدينة في شارع يافا، جيث كان يملكها يهود، ولكنّها ارتبطت في الذاكرة الفلسطينية بالحفلة الغنائيّة التي أحيتها أم كلثوم في قاعة السينما في حيفا عام 1931. وقتها استقبل أم كلثوم رئيس بلدية حيفا حسن بك شكري ووجهاء المدينة، ووفد إلى الحفلة أعداد كبيرة من حيفا وبقية المدن الفلسطينية رغم الأسعار الباهظة للتذاكر والأزمة الاقتصادية التي كانت تعمّ البلاد نتيجة الأزمة الاقتصادية العالمية عام 1929. وحول ذلك وصفت صحيفة "الكرمل" حالة الانفعال التي ألمت بحيفا عند زيارة أم كلثوم لها، إذ قالت إن أحد المواطنين باع حملة من الطحين اقتناها لبيته كي يتمكن من حضور الحفلة.

#### أم كلثوم عادت من حيفا بلقب كوكب الشرق
زارت أم كلثوم فلسطين قبل نكبتها وأحيَت حفلات في مدنها، وقد قدِمت بلقب «بلبلة الشرق» لتعود منها بلقب جديد «كوكب الشرق» بعدما غنت القصائد لها وتبرعت لدعم قضيتها. يستذكر مثقفون ومؤرخون أم كلثوم في ذكرى رحيلها المصادفة ليوم 3 فبراير/شباط، ويروون ما بلغهم من وثائق مكتوبة وروايات شفوية حول زيارة أم كلثوم للقدس، يافا وحيفا للمرة الأولى في أكتوبر/تشرين الأول 1931. ويشير المؤرخ بروفيسور محمود يزبك إلى أنّ فلسطين استقرت في قلب أم كلثوم وغنت لها أغاني ثورية، منها «أصبح عندي الآن بندقية… إلى فلسطين خذوني معكم» و«راجعين بقوة السلاح» و«ثوار» و«إنا فدائيون» وغيرها.

#### منتصف الطريق
يعتقد يزبك أن كوكب الشرق زارت المدن الفلسطينية باعتبارها حواضر ثقافية أولًا، وثانيًا لأنّها انتصفت الطريق لسوريا والعراق ولبنان. علاوة على ذلك، حبّها لفلسطين التي نعتتها «بقلب العروبة وضميرها». قبل نكبة فلسطين أحيَت أم كلثوم عدة حفلات فيها، حيث كانت يافا محطتها الأولى بعدما وصلت ميناءها في سفينتها الخاصة، فأحيت حفلة ساهرة في قاعة سينما أبولو التي ازدانت واجهتها المركزية بتمثال لها. ويستدل من مراجعة بعض أعداد صحيفة «فلسطين» في أرشيف جامعة حيفا ما يعزز أقوال المؤرخين أنّ يافا استعدت طيلة أسبوع لاستقبال كوكب الشرق، وأن نقابة البحارين هي من نظمت زيارتها مقابل مئتي ليرة لقاء كل حفلة.

#### طه حسين والجواهري
استنادًا إلى الأرشيف، نشرت صحف فلسطينية في فترة الانتداب إعلانًا احتفاليًا بعنوان «أعياد الطرب والسرور في مدن فلسطين العامرة بتشريف المطربة الفنانة بلبلة الشرق والأقطار العربية». ويوضح الباحث سامي أبو شحادة- ابن مدينة يافا- أن زيارة أم كلثوم للمدينة كانت طبيعية جدًا نظرًا إلى القرب الجغرافي وكونها ممرًا إلى بلدان أخرى. ويقول أبو شحادة إن زيارات أم كلثوم ليافا أتت في سياق زيارات الكثير من الفنانين والمثقفين أمثال طه حسين ومحمد الجواهري ويوسف وهبي وعبد الوهاب بصفتها مركزًا ثقافيًا في تلك الفترة. ويشير إلى رغبة المثقفين العرب في الحصول على نوع من الاعتراف بهم عبر زيارتهم لمركز ثقافي كبير مثل «عروس البحر». ومثل يافا، أحيت أم كلثوم حفلات في صالات السينما في القدس وحيفا عامي 1931 و1935 وعبّر الجمهور الفلسطيني وقتذاك عن الحماس الكبير للفنانة القادمة من مصر.

#### حملة من الطحين
وضمن تقرير في صحيفة «بريد اليوم» عبّر مواطنون من القدس بعد حضورهم حفلة لأم كلثوم عام 1931 عن تفاعلهم وانبهارهم الشديد بها، لا سيما عند أدائها أغنية «يا بشير الأنس» التي أبكت الجمهور. وتصف صحيفة «الكرمل» حالة انفعال ألمت بحيفا عند زيارة أم كلثوم لها. وحسب المؤرخ جوني منصور – وهو أيضا ابن مدينة حيفا – فإن أم كلثوم حازت على لقبها البارز أثناء تقديمها حفلة داخل مقهى الشرق في مدينته. ويضيف أن إحدى الحاضرات في الحفل انتابتها مشاعر النشوة عندما غنت أم كلثوم «أفديه إن حفظ الهوى»، فصرخت: «أم كلثوم أنت كوكب الشرق». يشار إلى أن سليم نسيب كاتب سيرة أم كلثوم يقرّ بأنها حظيت باللقب في مدينة حيفا، لكنه لا يقدم تفاصيل ذلك. ورغم النكبة وتبعاتها نجحت السينما الفلسطينية في استعادة الروح وخطت في العقود الأخيرة خطوات هامة وضعتها على خريطة السينما العالمية.

### سينما الأهلي- عكا
«أقيمت فيها عدة حفلات غنائية لفريد الأطرش ومحمد الكحلاوي وغيرهما، وكان عمي الحاج يتابع معظم أفلام عبد الوهاب وفريد الأطرش فيها» هكذا  يستذكر الضابط الفلسطيني حسن أبو رقبة سينما الأهلي في عكا في مذكراته.
تأسّست السينما على يد أحمد اللبابيدي خلال فترة الانتداب البريطاني خارج الأسوار في عكا الجديدة، على الطريق الرئيس باتجاه مركز البوليس غربًا في تلك الفترة، بدأت السينما بالعمل من خلال شاشة صغيرة في قاعة متوسطة الحجم وآلة تشغيل للأفلام بالفحم عن طريق تسليط كرارة الفيلم على الفحم المشتعل، كما يروي أحد الباحثين أنّ الإقبال عليها كان كبيرًا طيلة أيام السنة، ويشتدّ الزحام في مواسم الأعياد ومساء كل سبت وخميس من الأسبوع.
في عام 1939 استأجر موزع الأفلام آنذاك ميشيل صيقلي مبنى سينما الأهلي من مالكها أحمد اللبابيدي، وكان يقدم العروض السينمائية في تلك الدار، بالشراكة مع محمود ماميش، حيث كانت بداية عروضه السينمائية في 2/9/1939 بفيلم «ميشيل ستروغوف» حيث كان هناك عدد من الموزعين يقومون بجلب الأفلام السينمائية من خارج فلسطين، ويوزعونها على دور العرض. يذكر ميشيل صيقلي أنّ هناك مجموعة من موزعي الأفلام الذين كانوا يعملون في عكا، مثل  شركة «أفلام النيل» لأصحابها  يوسف البنا وشخص من عائلة تلحمي، كما كان ميشيل صيقلي يذهب إلى القدس كل يوم إثنين، وإلى يافا كل يوم خميس، للحصول على أفلام من شركات التوزيع الأمريكية، كما ذهب إلى مصر في عام 1942، من أجل عقد صفقات للحصول على أفلام مصرية، ويذكر أن فيلم «ابن الصحراء» من بطولة بدر لاما، كان باكورة الأفلام التي اشتراها، وصار منذ ذاك الوقت يشتري نسختين، من كل فيلم مصري يريد عرضه، نسخة أولى من أجل عرضها في فلسطين، والثانية من أجل عرضها في الأردن.
تعرضت السينما للحرق عدة مرات نتيحة حوادث داخلية واستمرت بالعمل لمدة 20 عاماً، وبالرغم من أن مبناها ما زال قائمًا لغاية الآن إلّا أنه مهجور.

### سينما البرج- عكا
في مدينة عكا أسس بشير بيّاعة سينما البرج في الثلاثينات داخل البلدة القديمة بالقرب من بوابة السور الشرقية. وكانت عبارة عن قاعتين، أحداها خارجيّة وهي مفتوحة لأيام الصيف، والثانية داخليّة مُغلقة لأيام الشتاء. وحسب ما نشرته الصحف الفلسطينية وقتها فقد كان الإقبال على السينما كبيرًا، عُرضَت أفلامًا مصرية كثيرة، أُعلن عنها عن طريق تعليق بوستر الفيلم على لوحة إعلانات خشبيّة بالقرب من باب السينما، في حين كانت تعرض إدارة السينما «برومو» للفيلم المقبل كلّ مساء بعد الانتهاء من العرض. يُشار إلى أنّه بعد عام 1948 استبدل الاسم بسينما البستان، وقد صودر المبنى من قبل السلطات الإسرائيلية عام 1988 وهو مغلق اليوم. نافستها سينما «الأهلي» التي أسّسها أحمد اللبابيدي خارج الأسوار وبدأت السينما من خلال شاشة صغيرة في قاعة متوسطة الحجم، وبرغم ذلك كان الإقبال عليها كبيرًا على مدار العام خاصة أيّام الخميس والسبت وهي الأخرى باتت اليوم عمارة مهجورة وخاوية.

### سينما رويال- عكا
في مبنى يعود إلى الفترة العثمانية وعلى كراسي مصنوعة من القش كان يجتمع جمهور سينما رويال لمتابعة الأفلام غير الناطقة حيث كانت تعرف بالسينما الخرساء، قبل أن تبدأ بعرض الأفلام المتكلمة، وتُقام فيها الحفلات الغنائية لمطربات عربيات كفتحية أحمد.
تأسّست سينما رويال في العشرينيات في مدينة عكا داخل السور من الجهة الغربية من خان العمدان بالقرب من مطعم أبو خريستو الذي عرف سابقًا بقهوة البحر إبان الانتداب البريطاني، تحت إدراة شخص يدعى توفيق الجمل، واحتوت على تقنيات عرض بسيطة.
حول نهاية السينما فإن المعلومات المتوفرة تقول أن مبناها تحوّل في الأربعينيات على الأرجح إلى فرن يسمى الفرن الوطني ثم أغلق.